# Tzintzuntzan
Tzintzuntzan, antiguamente Mechuacán, (del purépecha: Tsꞌintsuntsani ‘Lugar de los colibríes’) es una localidad mexicana que fue la ciudad más importante del imperio purépecha y posteriormente su capital. La moderna localidad de Tzintzuntzan (zona lacustre) es la cabecera del municipio del mismo nombre.
La actual localidad está localizada junto al lago de Pátzcuaro, que era conocido en el siglo XVI como 'laguna de Mechoacan'. Su territorio se ubica en la zona lacustre, en el centro norte del estado de Michoacán.

## Etimología del topónimo
De su análisis morfológico se desprende que Tsintsuntzan significa 'donde está el templo del dios colibrí mensajero', que está formado de tsintsun-, radical extendida del término tsintsuni o sinsuni 'colibrí'; la partícula interpolada o afijo determinativo -tza-, que significa rapidez; y -an, sufijo determinativo de lugar o locativo, que significa 'donde está asentado el templo de una deidad' (identificada con el Colibrí Veloz o el Colibrí Mensajero).
El topónimo se refería por tanto al lugar donde estaba asentado el templo de una divinidad. La forma aglutinada /tsintsun-tza-an/ se reduce a Tsintsuntzan, con el significado de 'donde está el templo del dios colibrí mensajero'. Los mexicas en su estadía y paso por estas tierras le llamaron al sitio Michhuacan, que los frailes evangelizadores tradujeron al castellano como Mechoacán, por eso el fray Maturino Gilberti denominó a su vocabulario, publicado en 1559, 'Lengua de Mechoacán', es decir la lengua de Michoacán, la cual se habla en ese lugar, donde ellos construyeron su convento franciscano (Investigación morfológica de Salvador Garibay Sotelo).
Dicho templo fue construido sobre las derivaciones del cerro conocido como Yahuarato, que antes debió llamarse cerro de Uhcumo, según se lee en el Códice Plancarte. Tiene cinco yácatas, donde existían cinco templos, uno en cada una de ellas, dedicados a cada uno de los dioses de 'las cinco partes del mundo' y el Colibrí Mensajero era el encargado de llevarle las peticiones a los dioses; muy seguramente haciendo referencia a Curicaheri y sus cuatro hermanos, según su cosmovisión, como lo explica José Corona Núñez.
Durante la conquista espiritual los evangelizadores denominaron al lugar Cintsuntza, que era como ellos escuchaban el topónimo, también se denominó al lugar como Uchichila (del náhuatl: Witsitsillan ‘Lugar de los colibríes’) o Mechuacán durante el Virreinato de Nueva España.

## Historia
Esta población fue fundada por el Señor Tariácuri, primer monarca del estado Purépecha y Txmeraldatz, alrededor de 1325, en las inmediaciones del Lago de Pátzcuaro. Tzintzuntzan fue sede del poderoso Señorío Purépecha (como le llaman actualmente), que resistió diversos intentos de conquista por parte del Señorío azteca, siendo los únicos que derrotaron en variados enfrentamientos a los señores mexicas, al punto de frenar su expansión, logrando arrebatarle territorio y establecer la primera frontera definida y controlada de todas las naciones mesoamericanas. Se calcula que en su época de mayor apogeo, Tzintzuntzan albergó una población de 40 mil habitantes. Esta ciudad fue sede del Estado Purépecha, desde la mitad del siglo XV hasta su caída ante los conquistadores españoles.
Después de la conquista, Tzintzuntzan fue el lugar de residencia del alcalde mayor, el obispo, el cabildo español y el gobernador indígena. Los franciscanos establecieron aquí su primer convento, y los encomenderos y colonos españoles edificaron aquí sus casas. En 1534 Tzintzuntzan recibió el título de Ciudad de Mechuacán, con lo que se reconocía su carácter de capital de la provincia. Sin embargo, cuando Vasco de Quiroga tomó posesión como primer obispo en 1538, trasladó su sede episcopal a Pátzcuaro, a pesar de la oposición de muchos nobles indígenas y algunos vecinos españoles. El título de ciudad también fue apropiado por Pátzcuaro, quedando reducido Tzintzuntzan a la condición de pueblo. A raíz de testimonios y peticiones de nobles indígenas, la Corona otorgó a Tzintzuntzan el título de "ciudad" el 3 de noviembre de 1593, con su propio gobernador y cabildo indio, dependiente del alcalde mayor de Michoacán (Pátzcuaro). Sus sujetos principales eran Ihuatzio y Cocupao (actual Quiroga). Sin embargo, perdió poco a poco su antiguo esplendor, y su importancia política, económica y demográfica. Como resultado del establecimiento del régimen de Intendencias, en 1786, Tsintsuntzan pasó a ser parte de la intendencia de Michoacán, con capital en Valladolid (actual Morelia). Dependía a nivel local del subdelegado establecido en Pátzcuaro.
Después de la independencia, el topónimo fue escrito Tzintzuntzan, y pasó en 1831 a ser tenencia del municipio de Quiroga. En reconocimiento a su antigua historia, se le otorgó el 27 de abril de 1861 el título de "Ciudad Primitiva", pero no fue sino en 1931 cuando se constituyó en municipio. Sus principales tenencias son Ihuatzio, Cucuchuchu y Los Corrales.
George M. Foster realizó un trabajo sociológico de campo en la década de 1940, publicado en 1967, que tuvo bastante influencia en el estudio de otras sociedades rurales.

## Monumentos y restos arqueológicos
La zona arqueológica comprende un centro ceremonial, edificado sobre una plataforma de unos 400 m², que tiene una rampa de acceso en el centro. Sobre la plataforma fueron construidas cinco yácatas (plataformas escalonadas que combinan un cuerpo rectangular con otro circular, lo que hace parecer a la planta como una especie de "T"), que eran la base de los templos dedicados a la adoración de los dioses principales del pueblo tarasco, entre ellos Curicaueri.
También están:
- El Convento de Santa Ana de Tzintzuntzan, franciscano, que data del siglo XVI; incluye la capilla abierta de San Camilo.
- La Iglesia de San Francisco de Asís, de estilo plateresco, concluida en 1601.
- La Iglesia de la Soledad, construcción barroca del siglo XVII.
- Vestigios del hospital de indios, con una capilla abierta aislada.
- El atrio monumental con cruz atrial.
- La Capilla de la Virgen de Guadalupe, en la comunidad de Cucuchucho.

## Festividades y tradiciones populares
Aquí se celebra la Fiesta del Señor del Rescate, que tiene fecha inexacta, aunque siempre es un martes y siempre 8 días antes del martes de carnaval.
También se celebra la Semana Santa, incluyendo la fiesta del Señor del Santo Entierro, que se realiza el Jueves y Viernes Santo, con un recorrido por todo el pueblo con la imagen concluyéndose con la velación de la misma en la iglesia hasta el Sábado Santo.
Fiesta patronal de San Francisco de Asís, 4 de octubre.
Corpus que se celebra exactamente el Jueves de Corpus.
Velación del Día de Muertos, 1 y 2 de noviembre.
Aniversario del reconocimiento como municipio, 2 de octubre.

## Datos generales
- Altura sobre el nivel del mar: 2050 m s. n. m.
- Temperatura máxima: 24 °C
- Temperatura mínima: 10 °C (-1 °C en inverno)
- Folklore: Danza de los paloteros y ritual de velación en el Cementerio el Día de Muertos.
- Artesanías: Barro blanco sin plomo, alfarería de alta temperatura, textiles bordados con motivos prehispánicos, trabajos con fibras vegetales.
- Gastronomía: Churipo de pescado, atole de grano y productos de maíz.